# سرود ملی کامبوج
قلمرو سلطنتی (به خمر: បទនគររាជ) (تلفظ: نُکُر رِئاچ) سرود ملی کشور کامبوج است.
آهنگ این سرود برپایه یک آهنگ محلی کامبوجی تنظیم شده و متن این سرود نیز در سال ۱۹۴۱ رسمیت یافت و در سال ۱۹۴۷ در زمان استقلال کامبوج از فرانسه تصویب نهایی شد.

## متن خمری
| គ្រប់វត្តអារាម ឮតែសូរស័ព្ទធម៌ សូត្រដោយអំណរ រំឮកគុណពុទ្ធសាសនា ចូរយើងជាអ្នក ជឿជាក់ស្មោះស្ម័គ្រតាមបែបដូនតា គង់តែទេវត្តានឹងជួយជ្រោមជ្រែង ផ្គត់ផ្គង់ប្រយោជន៍ឱយ ដល់ប្រទេសខ្មែរ ជាមហានគរ។ | آوانویسی |

## برگردان فارسی
بند یک
ایزد نگهدار شاه ما باد
و به او شادمانی و شکوه ارزانی دارد
تا بر جان‌ها و سرنوشت‌های ما فرمان براند
ای هستی یگانه، میراث‌دار آبادگران
راهبرنده این پادشاهی سرفراز کهن
بند دوم
نیایشگاه‌ها در جنگل‌ها آرمیده‌اند
به یادبود شکوه مُلک شاهی
تبار خِمِر چون سنگ خارا جاوید است.
بیایید تا بر سرنوشت کامبوج توکل کنیم
این مملکت پادشاهی که گذر زمان را به مبارزه می‌طلبد
بند سوم
نغمه‌ها از پاگوداها برمی‌خیزند
و از شکوه کیش پاک بودا می‌گویند.
بیایید تا در آیین پیشینیان درست‌پیمان باشیم.
تا پروردگار موهبات خود را به این سرزمین،
سرزمین باستانی خمر، ارزانی دارد
این پادشاهی پرشکوه